# André Hubert Dumont
André Hubert Dumont   (Lieja, 15 de febrer de 1809 - Lieja, 28 de febrer de 1857) va ser un geòleg belga.
Dumont va néixer a la ciutat de Lieja. La seva primera obra publicada va ser una memòria (Mémoire) sobre la geologia de la província de Lieja (1832). Pocs anys més tard va esdevenir professor de mineralogia i geologia i més tard Rector de la Universitat de Lieja. Es van adoptar els noms que ell va proposar per a subdivisions dels períodes del Cretaci i el Terciari.
Durant vint anys va treballar en el mapa geològic de Bèlgica (1849). Viatjà i investigà el Bòsfor i les muntanyes d'Espanya i altres regions recollint material per al seu mapa geològic d'Europa.
La Societat Geològica de Londres el premià l'any 1840 amb la Wollaston medal. Morí a Lieja.